# Fanø (obec)
Fanø Kommune je dánská komuna v regionu Syddanmark. Vznikla roku 2007 po dánských strukturálních reformách. Zaujímá oblast 59,86 km², ve které v roce 2017 žilo 3 345 obyvatel.
Centrem kommune je město Nordby.

## Sídla
Ve Fanø Kommune se nachází 2 obce.
| Sídla    | Obyvatel (2017) |
| -------- | --------------- |
| Nordby   | 2 707           |
| Sønderho | 275             |